# 清水順三
清水 順三（しみず じゅんぞう、1946年11月22日 - ）は、日本の経営者。愛媛県出身。

## 経歴
1970年に京都大学法学部を卒業。トヨタ自動車販売入社後、同勤務、Toyota Motor Corporation
Australia Ltd.出向(部長級)を経て、2001年に豊田通商に転じ、理事、取締役、常務を経て、2004年6月に専務に就任し、翌年6月に社長に昇格した。2011年6月に副会長に就任し、2012年6月には会長に就任し、2015年6月から顧問を務めた。
2017年にフランスからレジオン・ドヌール勲章シュヴァリエを受章した。
2019年に旭日重光章を受章した。